# Lampaul-Ploudalmézeau
Lampaul-Ploudalmézeau település Franciaországban, Finistère megyében. Lakosainak száma 815 fő (2022. január 1.). Lampaul-Ploudalmézeau Ploudalmézeau, Plouguin és Saint-Pabu községekkel határos.

## Népesség
A település népességének változása:
| Lakosok száma | 516  | 548  | 595  | 674  | 810  | 842  | 838  | 821  | 825  | 815  |
|               | 1968 | 1982 | 1990 | 2006 | 2013 | 2015 | 2017 | 2019 | 2020 | 2022 |